# 더 제네시스 익스비션
제네시스가 영국 런던 현대미술관 테이트 모던과 파트너십을 체결해 주최되는 전시다.

## 서도호: Walk the House
2025년 5월 1일부터 10월 19일까지 <더 제네시스 익스비션: 서도호: Walk the House>을 개최한다. 이번 전시는 서도호 작가가 런던에서 처음 선보이는 대규모 개인전으로 서울, 뉴욕, 런던 등을 배경으로 지난 30여 년간 펼쳐온 작가의 예술 세계를 깊이 있게 조명한다. 전시 제목인 Walk the House는 해체 후 다른 장소에서 재조립이 가능한 한옥의 특징인 이동 가능성에서 착안한 표현으로 개인과 집단의 정체성을 구성하는 공간인 집의 개념을 오랜 기간 통찰해 온 작가의 관심이 반영됐다.

### 전시품
- 작가가 살아온 공간들을 실제와 동일한 크기의 반투명 천 구조물로 재현한 장소 특정적(site-specific) 설치 작품
- 작가가 거주했던 집의 내부를 종이로 감싸고 목탄으로 손수 문지른 탁본 작품 <Rubbing/Loving Project: Seoul Home>(2013-2022)
- 졸업앨범 증명사진을 모자이크 형식으로 배치해 개인과 집단의 정체성에 대한 성찰을 보여주는 <Who Am We?>(2000)
- 완벽한 집에 대한 지속적 연구와 사유의 과정을 담아낸 <Bridge Project>
- 종이에 실로 그림을 그린 실 드로잉(Thread drawing)
- 영상 작품 <Robin Hood Gardens>(2018), <Dong In Apartments>(2022)